# PGP/INLINE
PGP/INLINE ist eine spezielle Kodierung für die Verschlüsselung und das Signieren von E-Mails durch ein hybrides Kryptosystem. PGP/INLINE-fähige Mailprogramme können zuverlässig erkennen, ob es sich bei der E-Mail und deren Anhängen um eine PGP-/GnuPG-verschlüsselte und/oder PGP-/GnuPG-signierte E-Mail handelt. PGP/INLINE wird durch den OpenPGP-Standard in RFC 4880 im Abschnitt 6.2 spezifiziert.
Alternative Schreibweisen sind unter anderem PGP-Inline und inline-PGP.
Der Name selbst ist nicht standardisiert. Mit diesem Format ist die Art der Kodierung von verschlüsselten E-Mail-Anhängen nicht standardisiert. Es ist jedoch möglich, manuell mehrere PGP-Messages in den Rumpf der Mail zu platzieren, wobei der Empfänger diese dann ebenfalls manuell einzeln extrahieren und dekodieren muss. Unverschlüsselte E-Mail-Anhänge nach MIME-Standard lassen sich mit einer PGP/INLINE-Nachricht kombinieren. PGP/INLINE verschlüsselt jeden Anhang einzeln. Ein Nachteil daran ist die unverschlüsselte Übertragung der Namen der Anhänge, so dass eventuell Rückschlüsse auf den Inhalt möglich sind.
Eine PGP/INLINE-Mail sieht im Rohformat etwa wie folgt aus:
```
 Return-Path: <absender@example.com>
 Delivered-To: empfaenger@example.org
 Received: from mail.example.org (localhost [127.0.0.1])
     by mail.example.org.com (ExampleMailer) with ESMTP id 3D39B2AAA00
     for <empfaenger@example.org.com>; Mon, 17 Nov 2008 20:45:22 +0100 (CET)
 Message-ID: <223049802986@example.com>
 Date: Mon, 17 Nov 2008 20:45:20 +0100
 From: Absender <absender@example.com>
 User-Agent: ExampleMUA 1.0
 MIME-Version: 1.0
 To: Empfaenger <empfaenger@example.org>
 Subject: PGP/INLINE-Testmail
 Content-Type: text/plain; charset=ISO-8859-1
 Content-Transfer-Encoding: 8bit
```

```
 -----BEGIN PGP MESSAGE-----
 Charset: ISO-8859-1
 Version: GnuPG v1.5.0 (GNU/Hurd)
```

```
 eM3IyLmXvKp7zVTTwEU6Sbws0mUqvi4XwqNTuBwcn/aNQe6lTj+u26Bd7+kmEH02
 Lj0tgPsP6+4A5b7Rzbf/I08z12LUJjyVXw4M/rSzJkrcpLN24iB/IcT0g1+HdLJF
 […]
 nGqQbYRqMi64GCZ+4m0cSvQaIF9WOhSQDXR4KndYSc8/jiV2D+Ru5JH8j8Zgih9R
 fha90PPvd01OPhfrRs/Awt61AvOV9stlO9ZTqO/dozl33FMW
 =xP1s
 -----END PGP MESSAGE-----
```

## Fälschungsgefahr bei signierten, aber unverschlüsselten Daten
PGP/INLINE unterstützt auch das Signieren von Daten, ohne dass sie verschlüsselt sind. Dabei wird jedoch nur der Textinhalt signiert (und somit vor Veränderungen geschützt), nicht jedoch die Headerzeilen. Das birgt die Gefahr, dass durch eine geschickte Modifikation einer Headerzeile die Interpretation oder Darstellung des Textinhaltes so geändert wird, dass ein anderer, aber ebenfalls valider Inhalt entsteht.

## Alternativen
Alternative Kodierungen sind PGP/MIME und S/MIME. Das Format der verschlüsselten E-Mail bzw. Anhänge ist bei beiden Alternativen standardisiert. Möglich ist bei beiden Kodierungen die Verschlüsselung einer Nachricht im Ganzen, also inklusive der Anhänge. Rückschlüsse auf den Inhalt einer Mail sind somit schwer. S/MIME ist jedoch nicht zu den PGP-basierten PGP/INLINE und PGP/MIME kompatibel.